# Zabou Breitman
Zabou Breitman, właśc. Isabelle Breitman (ur. 30 października 1959 w Paryżu) – francuska aktorka, rzadziej reżyserka i scenarzystka filmowa.
Pierwsze aktorskie doświadczenie Breitman miało miejsce, gdy ta była zaledwie czteroletnią dziewczynką. Od 1981 roku odegrała tuziny ról w filmach, telewizyjnych serialach i przedsięwzięciach teatralnych. Jako reżyser zadebiutowała w roku 2001 projektem Wspominać rzeczy piękne (Se souvenir des belles choses) – za ów film otrzymała nagrodę Cezara.
Zasiadała w jury sekcji "Cinéfondation" na 56. MFF w Cannes (2003).

## Odznaczenia
- 2021 komandor Orderu Sztuki i Literatury[1]